# 准后
准后（じゅごう）は、日本の朝廷において、太皇太后・皇太后・皇后の三后（三宮）に准じた処遇を与えられた者、またその待遇・称号。正式には准三宮（じゅさんぐう）といい、准三后（じゅさんごう）ともいう。准后は略称である。清和天皇外祖父の藤原良房に三宮に准じた待遇を与えたのを初例とし、江戸時代まで存続した。

## 概要
准三宮の始まりは、貞観13年（871年）、清和天皇が外戚である摂政藤原良房に三宮に準じて年官・封戸・随身兵仗を与えたことである。次いで良房の養嗣子藤原基経が、摂政在任中に三宮に准じて随身兵杖、年官・年爵を与えられたことで、朝廷の正式な制度として定着し、以後、江戸時代に至るまで、皇族、公家、将軍家、高僧に与えられた。年官・封戸等は早くに実質を失い、もっぱら身分上の優遇を意味する称号に変化していった。
摂関に対しては、良房・基経のあとも、政治状況に応じて江戸時代に至るまで38名に宣下があった。また、醍醐天皇皇女康子内親王を始めとして、10世紀後半以降には女性皇族の内親王に多く准三宮が宣下された。男性皇族では寛弘8年（1011年）に敦康親王に与えられた。これは俗人の親王に対する唯一の准三宮宣下の例である。以降は法親王など僧籍に入った皇族がもっぱらその対象となった。
さらに、藤原道長正室源倫子を初例として、天皇の外祖父に準じる立場の者も三宮に准ぜられる例が開かれた。倫子の例は天皇の外祖母であったためであり、その後も同様の例がある。四条貞子のように天皇の外曾祖母という例さえある。さらに、出身の家柄が低いために、天皇の生母でありながら皇后・皇太后になれなかった天皇の側室にも対象は広げられた。また女院予定者に宣下の予告として前段階として三宮に准ぜられることも行なわれた。僧侶に対しては、鎌倉時代に関白九条道家の子である仁和寺法助に与えられて開田准后と称されたのが初例で、室町時代には摂関家・足利将軍家の僧侶に多く宣下された。
室町幕府3代将軍足利義満を初例として、天皇の外戚以外の臣下にも准三宮宣下の道が開かれた。義満以降、足利将軍から准三宮となる者が輩出した。なお、6代将軍足利義教（義円）は、将軍就任以前、すでに僧侶としての功績（天台座主就任など）によって准三宮となっていた。義昭は、「公卿補任」では天正16年（1588年）の将軍職辞任と同時に准三宮を与えられたとされている。織田信長による追放後も将軍の地位に留まった義昭が征夷大将軍を辞したことで、室町幕府は名実ともに滅亡した。

## 准后の一覧
准后宣下を受けた人物の一覧。没後の追贈も含む。「摂関准后」等の分類は樫山和民による。

### 摂関准后
- 藤原良房 - 貞観13年4月10日（871年5月3日）宣下
- 藤原基経 - 元慶6年2月1日（882年2月22日）宣下、仁和4年2月19日（888年4月4日）再宣下
- 藤原忠平 - 天慶2年2月28日（939年3月21日）宣下
- 藤原兼通 - 貞元2年11月4日（977年12月16日）宣下
- 藤原兼家 - 寛和2年8月25日（986年10月1日）宣下、永祚2年5月23日（990年6月18日）再宣下
- 藤原道長 - 長和5年6月10日（1016年7月16日）宣下、寛仁3年5月8日（1019年6月13日）再宣下
- 藤原頼通 - 治暦3年10月7日（1067年11月16日）宣下
- （藤原師実） - 寛治元年4月12日（1087年5月16日）宣下・固辞
- 藤原忠実 - 保延6年6月5日（1140年7月20日）宣下
- 近衛家実 - 嘉禎4年3月25日（1238年5月10日）宣下
- （九条道家） - 嘉禎4年4月24日（1238年6月8日）宣下・固辞
- 二条良基 - 永和2年1月1日（1376年1月22日）宣下
- 一条経嗣 - 応永22年11月28日（1415年12月29日）宣下
- 一条兼良 - 享徳2年6月26日（1453年8月1日）宣下
- 二条持通 - 長享3年4月5日（1489年5月5日）宣下
- 九条政基 - 延徳3年11月28日（1491年12月29日）宣下
- 近衛政家 - 明応6年1月16日（1497年2月18日）宣下
- 近衛尚通 - 永正16年10月10日（1519年11月2日）宣下
- 二条尹房 - 天文2年2月5日（1533年2月28日）宣下
- 近衛稙家 - 天文4年12月4日（1535年12月28日）宣下
- 鷹司兼輔 - 天文11年1月7日（1542年1月22日）宣下
- 一条房通 - 天文20年9月3日（1551年10月2日）宣下
- 二条晴良 - 永禄9年12月24日（1567年2月3日）宣下
- 近衛前久 - 天正6年1月20日（1578年2月26日）宣下
- 九条兼孝 - 天正16年2月18日（1588年3月15日）宣下
- 二条昭実 - 慶長10年8月24日（1605年10月6日）宣下
- 近衛信尹 - 慶長10年8月28日（1605年10月10日）宣下
- 近衛家熈 - 享保10年12月21日（1726年1月23日）宣下
- 近衛家久 - 元文2年8月16日（1737年9月10日）宣下
- 一条兼香 - 寛延4年7月29日（1751年9月18日）宣下
- 二条吉忠 - 明和6年8月2日（1769年9月1日）追贈
- 一条道香 - 明和6年9月4日（1769年10月3日）宣下
- 近衛内前 - 安永6年12月18日（1778年1月16日）宣下
- 九条尚実 - 天明7年9月18日（1787年10月28日）宣下
- 鷹司政熙 - 文化12年2月17日（1815年3月27日）宣下
- 一条忠良 - 文政11年9月25日（1828年11月2日）宣下
- 鷹司政通 - 安政3年8月8日（1856年9月6日）宣下
- 九条尚忠 - 明治元年9月18日（1868年11月2日）宣下

### 皇族准后
ほとんどが内親王准后であり、のち三后や女院に転上した者も多い。
- 康子内親王 - 天暦8年3月18日（954年4月23日）宣下
- 資子内親王 - 天禄3年12月16日（973年1月23日）宣下
- 恵子女王 - 永観2年12月1日（984年12月25日）宣下
- 脩子内親王 - 寛弘4年1月20日（1007年2月10日）宣下
- 敦康親王 - 寛弘8年6月2日（1011年7月5日）宣下
- 禎子内親王 - 長和4年12月27日（1016年2月8日）宣下、のち陽明門院
- 章子内親王 - 長元3年11月20日（1030年12月17日）宣下、のち二条院
- 馨子内親王 - 長元4年12月16日（1032年1月31日）宣下
- 祐子内親王 - 長久元年11月23日（1040年12月29日）宣下
- 良子内親王 - 寛徳2年1月10日（1045年1月30日）宣下
- 聡子内親王 - 延久元年6月19日（1069年7月10日）宣下
- 媞子内親王 - 承暦2年3月16日（1078年4月30日）宣下、のち郁芳門院
- 篤子内親王 - 承暦3年8月17日（1079年9月14日）宣下
- 令子内親王 - 応徳元年11月14日（1084年12月14日）宣下
- 善子内親王 - 康和元年10月20日（1099年12月4日）宣下
- 禛子内親王 - 康和元年10月20日（1099年12月4日）宣下
- 禧子内親王 - 保安3年8月24日（1122年9月26日）宣下
- 統子内親王 - 大治2年4月6日（1127年5月18日）宣下
- 叡子内親王 - 保延3年4月12日（1137年5月3日）宣下
- 暲子内親王 - 久安2年4月16日（1146年5月28日）宣下、のち八条院
- 姝子内親王 - 保元2年1月23日（1157年3月5日）宣下、のち高松院
- 妍子内親王 - 宣下年不明
- 式子内親王 - 文治5年11月19日（1189年12月28日）宣下
- 覲子内親王 - 文治5年12月5日（1190年1月12日）宣下、のち宣陽門院
- 範子内親王 - 建久6年10月22日（1195年11月25日）宣下、のち坊門院
- 昇子内親王 - 建久7年4月16日（1196年5月15日）宣下、のち春華門院
- 粛子内親王 - 元久元年6月23日（1204年7月21日）宣下
- 礼子内親王 - 元久元年6月23日（1204年7月21日）宣下、のち嘉陽門院
- 凞子内親王 - 建保6年2月14日（1218年3月12日）宣下
- 利子内親王 - 寛喜元年4月2日（1229年4月26日）宣下、のち式乾門院
- 暤子内親王 - 文暦2年2月3日（1235年2月21日）宣下
- 諦子内親王 - 嘉禎2年12月7日（1237年1月5日）宣下、のち明義門院
- 覚子内親王 - 寛元元年4月27日（1243年5月17日）宣下、のち正親町院
- 暉子内親王 - 寛元元年7月24日（1243年8月11日）宣下、のち室町院
- 穠子内親王 - 建長3年11月13日（1251年12月26日）宣下、同日永安門院
- 体子内親王 - 建長8年2月7日（1256年3月5日）宣下、同日神仙門院
- 義子内親王 - 弘長元年3月8日（1261年4月9日）宣下、同日和徳門院
- 綜子内親王 - 弘長3年7月27日（1263年9月1日）宣下、同日月華門院
- 愷子内親王 - 文永4年6月26日（1267年7月19日）宣下
- 悦子内親王 - 弘安7年2月28日（1284年3月16日）宣下、同日延政門院
- 掄子女王 - 宣下年不明
- 懌子内親王 - 正応2年12月10日（1290年1月22日）宣下、同日五条院
- 久子内親王 - 正応4年4月6日（1291年5月5日）宣下、のち永陽門院
- 媖子内親王 - 永仁2年2月29日（1294年3月27日）宣下、のち陽徳門院
- 誉子内親王 - 永仁3年8月15日（1295年9月25日）宣下、のち章義門院
- 憙子内親王 - 永仁4年8月11日（1296年9月9日）宣下、同日昭慶門院
- 永子内親王 - 永仁5年12月28日（1298年2月10日）宣下、のち章善門院
- 瑞子女王 - 正安4年1月20日（1302年2月18日）宣下、同日永嘉門院
- 璹子内親王 - 延慶2年6月27日（1309年8月3日）宣下、同日朔平門院
- 延子内親王 - 応長元年8月10日（1311年9月22日）宣下、のち延明門院
- 㛹子内親王 - 元応2年8月23日（1320年9月25日）宣下、同日寿成門院
- 懽子内親王 - 元徳3年1月12日（1331年2月19日）宣下、のち宣政門院
- 禖子内親王 - 元徳3年10月25日（1331年11月25日）宣下、同日崇明門院
- 璜子内親王 - 建武3年4月2日（1336年5月13日）宣下、同日章徳門院
- 寿子内親王 - 建武4年2月7日（1337年3月9日）宣下、同日徽安門院
- 治子内親王 - 応安7年（1374年）以前宣下
- 清子内親王 - 寛永6年10月29日（1629年12月13日）宣下
- 幸子女王 - 宝永4年5月3日（1707年6月2日）宣下、のち承秋門院
- 孝子内親王 - 享保10年6月26日（1725年8月4日）宣下、同日礼成門院
- 欣子内親王 - 寛政5年12月24日（1794年1月25日）宣下、のち新清和院
- 淑子内親王 - 慶応2年4月22日（1866年6月5日）宣下

### 後宮准后
天皇と配偶関係を持つ者、または天皇の生母・准母である者が多い。
- 藤原歓子 - 永承6年7月10日（1051年8月18日）宣下
- 藤原生子 - 天喜元年（1053年）以前宣下
- 源基子 - 延久4年10月21日（1072年12月3日）宣下
- 藤原道子 - 承保2年12月28日（1076年2月5日）宣下
- 藤原泰子 - 長承3年3月2日（1134年3月29日）宣下、のち高陽院
- 藤原得子 - 保延7年3月7日（1141年4月15日）宣下、のち美福門院
- 藤原通子 - 治承5年2月17日（1181年3月4日）宣下
- 藤原殖子 - 建久元年4月19日（1190年5月24日）宣下
- 源在子 - 正治元年12月13日（1200年1月1日）宣下、のち承明門院
- 藤原重子 - 建永2年6月7日（1207年7月3日）宣下、同日修明門院
- 持明院陳子 - 貞応元年4月13日（1222年5月25日）宣下、のち北白河院
- 九条彦子 - 仁治3年12月18日（1243年1月10日）宣下、のち宣仁門院
- 平棟子 - 文永3年（1266年）以前宣下
- 近衛位子 - 文永12年2月22日（1275年3月20日）宣下、のち新陽明門院
- 洞院愔子 - 正応元年12月16日（1289年1月9日）宣下、同日玄輝門院
- 西園寺相子 - 正応3年1月19日（1290年3月1日）宣下
- 西園寺瑛子 - 正安3年3月19日（1301年4月28日）宣下、同日昭訓門院
- 五辻忠子 - 正安3年7月20日（1301年8月24日）宣下、のち談天門院
- 堀川基子 - 延慶元年12月2日（1309年1月13日）宣下、同日西華門院
- 西園寺寧子 - 延慶2年1月13日（1309年2月23日）宣下、同日広義門院
- 五辻経子 - 延慶年間宣下
- 一条頊子 - 元応2年2月26日（1320年4月5日）宣下、同日万秋門院
- 洞院季子 - 正中3年2月7日（1326年3月11日）宣下、同日顕親門院
- 正親町実子 - 正慶元年12月13日（1332年12月31日）宣下、のち宣光門院
- 阿野廉子 - 建武2年4月26日（1335年5月19日）宣下、のち新待賢門院
- 正親町三条秀子 - 文和元年10月29日（1352年12月6日）宣下、同日陽禄門院
- 勘解由小路仲子 - 康暦2年1月28日（1380年3月5日）宣下、のち崇賢門院
- 三条厳子 - 応永2年4月9日（1395年4月28日）宣下、のち通陽門院
- 日野西資子 - 応永32年7月29日（1425年9月11日）宣下、同日光範門院
- 庭田幸子 - 文安元年4月26日（1444年5月13日）宣下、のち敷政門院
- 大炊御門信子 - 文明3年閏8月10日（1471年9月24日）宣下、のち嘉楽門院
- 庭田朝子 - 明応元年7月20日（1492年8月13日）宣下
- 勧修寺藤子 - 大永6年5月20日（1526年6月29日）宣下、のち豊楽門院
- 万里小路房子 - 天正9年1月5日（1581年2月8日）追贈
- 勧修寺晴子 - 天正14年11月20日（1586年12月30日）宣下、のち新上東門院
- 近衛前子 - 元和6年6月2日（1620年7月1日）宣下、同日中和門院
- 園光子 - 承応3年8月18日（1654年9月28日）宣下、同日壬生院
- 園国子 - 延宝5年7月5日（1677年8月3日）宣下、同日新広義門院
- 鷹司房子 - 天和2年12月7日（1683年1月4日）宣下、のち新上西門院
- 櫛笥隆子 - 貞享2年5月17日（1685年6月18日）宣下、のち逢春門院
- 松木宗子 - 元禄2年1月29日（1689年2月18日）宣下、のち敬法門院
- 櫛笥賀子 - 宝永7年3月26日（1710年4月24日）追贈、同日新崇賢門院
- 近衛尚子 - 享保5年1月20日（1720年2月27日）宣下、同日新中和門院
- 二条舎子 - 元文5年5月27日（1740年6月20日）宣下、のち青綺門院
- 一条富子 - 宝暦9年3月21日（1759年4月18日）宣下、のち恭礼門院
- 近衛維子 - 安永8年6月3日（1779年7月16日）宣下、のち盛化門院
- 鷹司繋子 - 文政3年12月26日（1821年1月29日）宣下、没後新皇嘉門院
- 鷹司祺子 - 文政13年5月22日（1830年7月12日）宣下、のち新朔平門院
- 勧修寺婧子 - 天保15年2月13日（1844年3月31日）追贈、同日東京極院
- 正親町雅子 - 嘉永3年2月27日（1850年4月9日）宣下、同日新待賢門院
- 九条夙子 - 嘉永6年5月7日（1853年6月13日）宣下

### 僧徒准后
皇族または摂関家・足利将軍家出身の僧徒が大多数を占める。
- 性信入道親王 - 永保3年2月（1083年3月）以降宣下
- 法助 - 延応元年7月27日（1239年8月27日）宣下
- 道玄 - 嘉元元年12月14日（1304年1月21日）宣下
- 道瑜 - 宣下年不明
- 尊珍法親王 - 嘉暦3年1月30日（1328年3月12日）宣下
- 道昭 - 建武3年1月28日（1336年3月11日）宣下
- 良玄 - 宣下年不明
- 良瑜 - 明徳元年12月24日（1391年1月29日）宣下
- 尊興 - 明徳2年3月（1391年4月）宣下
- 良昭 - 宣下年不明
- 道意 - 応永18年7月13日（1411年8月2日）宣下
- 法尊 - 応永19年4月16日（1412年5月26日）宣下
- 義円 - 応永21年5月22日（1414年6月9日）宣下、のち室町幕府の第6代将軍足利義教
- 義昭 - 応永22年8月9日（1415年9月12日）宣下
- 桓教 - 応永27年11月20日（1420年12月25日）宣下
- 満意 - 応永29年12月8日（1423年1月20日）宣下
- 満済 - 応永35年4月20日（1428年6月3日）宣下
- 増詮 - 宣下年不明
- 尊経 - 永享元年12月15日（1430年1月9日）宣下
- 義承 - 嘉吉元年8月30日（1441年9月15日）宣下
- 増運 - 嘉吉2年6月17日（1442年7月24日）宣下
- 持弁 - 文安2年3月14日（1445年4月21日）宣下[3]
- 義賢 - 文安5年12月30日（1449年1月24日）宣下
- 祐厳 - 宝徳元年9月26日（1449年10月12日）宣下
- 承道法親王 - 享徳2年9月10日（1453年10月12日）宣下
- 良什 - 長禄4年6月5日（1460年6月23日）追贈
- 道興 - 寛正6年12月7日（1465年12月24日）宣下
- 持円 - 宣下年不明
- 経覚 - 文明元年（1469年）宣下
- 尊応 - 文明2年（1470年）宣下
- 性深 - 文明6年10月5日（1474年11月14日）宣下
- 教覚 - 文明8年4月28日（1476年5月21日）宣下
- 厳宝 - 文明13年11月23日（1481年12月14日）宣下
- 静覚入道親王 - 宣下年不明
- 義桓 - 宣下年不明
- 性守 - 永正15年12月28日（1519年1月28日）宣下
- 忠厳 - 宣下年不明
- 義俊 - 天文8年4月14日（1539年5月2日）宣下
- 道増 - 天文10年5月13日（1541年6月7日）宣下
- 覚恕 - 弘治3年8月28日（1557年9月20日）宣下
- 聖信 - 元亀2年11月10日（1571年11月26日）宣下
- 義演 - 天正13年7月12日（1585年8月7日）宣下
- 光佐 - 天正14年11月13日（1586年12月23日）宣下
- 道澄 - 宣下年不明
- 尊勢 - 慶長3年7月16日（1598年8月17日）宣下
- 公海 - 元禄5年6月11日（1692年7月24日）宣下
- 公弁法親王 - 宝永4年11月6日（1707年11月29日）宣下
- 公寛入道親王 - 享保16年8月27日（1731年9月27日）宣下
- 公遵入道親王 - 寛延2年7月13日（1749年8月14日）宣下
- 忠誉入道親王 - 天明8年4月7日（1788年5月12日）宣下
- 永皎女王 - 文化5年7月2日（1808年8月23日）宣下
- 尊真入道親王 - 文化13年閏8月13日（1816年10月4日）宣下
- 舜仁入道親王 - 文政11年10月28日（1828年12月4日）宣下
- 盈仁入道親王 - 文政13年11月21日（1831年1月4日）宣下
- 高演 - 天保5年3月16日（1834年4月24日）宣下
- 亮深 - 安政2年3月27日（1855年5月13日）宣下
- 慈性入道親王 - 文久2年5月22日（1862年6月19日）宣下
- 増護 - 文久3年10月28日（1863年12月8日）宣下

### その他の准三宮
天皇と縁戚関係を持つ者、または政治的宣下の色彩の濃い者が多い。
- 源倫子 - 長和5年6月10日（1016年7月16日）宣下
- 藤原宗子 - 久安5年10月16日（1149年11月17日）宣下
- 藤原全子 - 久安6年1月22日（1150年2月21日）宣下
- 平盛子 - 仁安2年11月18日（1167年12月31日）宣下
- 平清盛 - 治承4年6月10日（1180年7月4日）宣下
- 平時子 - 治承4年6月10日（1180年7月4日）宣下
- 西園寺掄子 - 貞永元年12月27日（1233年2月7日）宣下
- 四条貞子 - 建長6年7月26日（1254年9月9日）宣下
- 北畠親房 - 正平6年11月（1351年12月）南朝において宣下
- 足利義満 - 永徳3年6月26日（1383年7月26日）宣下
- 日野康子 - 応永13年12月27日（1407年2月5日）宣下、のち北山院
- 足利義政 - 寛正5年11月28日（1464年12月26日）宣下
- 足利義視 - 延徳2年7月5日（1490年7月22日）宣下
- 足利義昭 - 天正16年1月13日（1588年2月9日）宣下